# Peter van Aubel
Peter van Aubel (* 5. Juni 1894 in Düsseldorf; † 10. April 1964 ebenda) war ein deutscher Volkswirt und Verbandsfunktionär.

## Werdegang
Der Sohn eines Werkmeisters absolvierte nach der Volksschule zunächst eine kaufmännische Ausbildung und trat 1914 – kurz vor Ausbruch des Ersten Weltkriegs – in die Obersekunda des Gymnasiums ein. Im Krieg mehrfach verwundet und ausgezeichnet, machte er bei Kriegsende sein Abitur in einem Kurzlehrgang für Kriegsteilnehmer und begann danach ein Studium der Nationalökonomie, Betriebswirtschaft und Rechtswissenschaft in Bonn, Göttingen, Berlin und Köln. Wie viele seiner Zeitgenossen finanzierte er sein Studium zeitweise als Werkstudent und engagierte sich außerdem beim Aufbau der studentischen Selbstverwaltung. Zusammen mit Otto Benecke, Arnold Bergstraesser, Hermann Mitgau und Robert Tillmanns gehörte er 1919 zu den Mitbegründern der Deutschen Studentenschaft und übernahm 1920/21 als Nachfolger Beneckes deren Vorsitz. In dieser Funktion war er maßgeblich an der Gründung des Deutschen Studentenwerkes und der Studienstiftung des deutschen Volkes beteiligt.
Nachdem er sein Studium aus wirtschaftlichen Gründen vorläufig abbrechen musste, war van Aubel 1921/22 zeitweilig als Referent im Preußischen Kultusministerium unter Carl Heinrich Becker tätig und ging anschließend in die Industrie. Nach der Promotion (1925 in Köln) war van Aubel als leitender Angestellter der Phönix AG für Bergbau und Hüttenbetrieb an den Fusionsverhandlungen zur Bildung der Vereinigte Stahlwerke AG beteiligt und leitete anschließend deren betriebliches Rechnungswesen.
Von 1931 an war van Aubel auf Wunsch von Oskar Mulert Vorsitzender des Vorstandes der vom Deutschen Städtetag und den kommunalen Wirtschaftsverbänden gegründeten Wirtschaftsberatung deutscher Städte AG. Er trat dem NSRB, der DAF und der NSV bei. Nach Ende des Zweiten Weltkriegs übernahm er auf Bitten Konrad Adenauers die Geschäftsführung des wiedergegründeten Deutschen Städtetages. Er blieb bis 1951 im Amt.
Von 1949 bis 1955 war er als erster Präsident der Deutschen Krankenhausgesellschaft (DKG) im Amt.

## Mitgliedschaften
- Gründungs- und Ehrenvorsitzender der Deutschen Krankenhausgesellschaft
- Gründungsvorstand der Studienstiftung des deutschen Volkes (1948)
- Mitglied des Wissenschaftsrates (1957–63)
- Verwaltungsrat des Stifterverband für die deutsche Wissenschaft
- Ehrenvorstand des Verband Deutscher Studentenschaften
- Präsident der Schmalenbach-Gesellschaft für Betriebswirtschaft (1960/61)

## Auszeichnungen
- Eisernes Kreuz I. und II. Klasse
- Großes Verdienstkreuz der Bundesrepublik Deutschland (1954)
- Ehrendoktor (Dr. jur. h. c.) der Universität Köln (1954)
- Ehrendoktor (Dr. med. h. c.) der Medizinischen Akademie Düsseldorf (1959)